# Henryków (Zduńska Wola)
Henryków – część miasta Zduńska Wola w Polsce, w województwie łódzkim, w powiecie zduńskowolskim. Rozpościera się w okolicy ulicy Henrykowskiej.
Do końca 1972 roku stanowiła zachodnią część wsi Henryków w gminie Zduńska Wola. 1 stycznia 1973 część tę (60 ha) włączono do Zduńskiej Woli.